# Tour Lotrščak
 (juillet 2024).
Si vous disposez d'ouvrages ou d'articles de référence ou si vous connaissez des sites web de qualité traitant du thème abordé ici, merci de compléter l'article en donnant les références utiles à sa vérifiabilité et en les liant à la section « Notes et références ».
La Tour Lotrščak (croate : Kula Lotrščak) est une tour fortifiée située à Zagreb en Croatie, dans une partie ancienne de la ville appelée Gradec ou Gornji Grad (Ville Haute).

## Historique

### Construction initiale
La tour, qui date du XIIIe siècle, a été construite pour garder la porte sud de Gradec. Son nom provient du latin campana latrunculorum, qui signifie « tour des voleurs », ce qui fait référence à une cloche suspendue dans la tour en 1646 pour signaler la fermeture des portes de la ville.

### Ajout du canon
Au XIXe siècle, un 4e étage a été ajouté à la tour et un canon, le canon Grič (croate : Grički top) a été  placé au sommet. Depuis le 1er janvier 1877, le canon tire depuis la tour tous les jours à midi. À l'origine, le canon permettait de donner l'heure exacte aux sonneurs de cloches des églises de la ville.

## Galerie

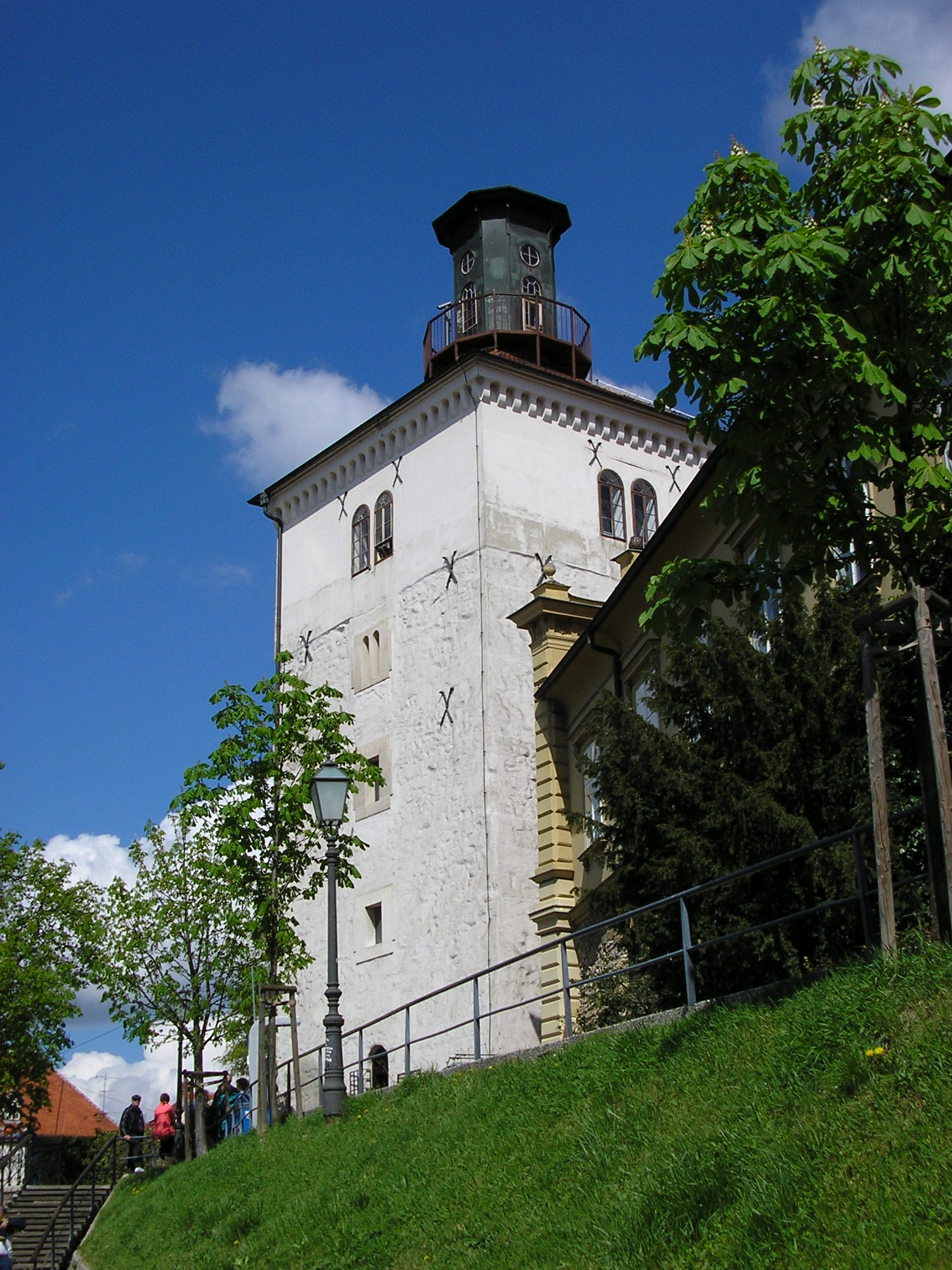
Tour Lotrščak
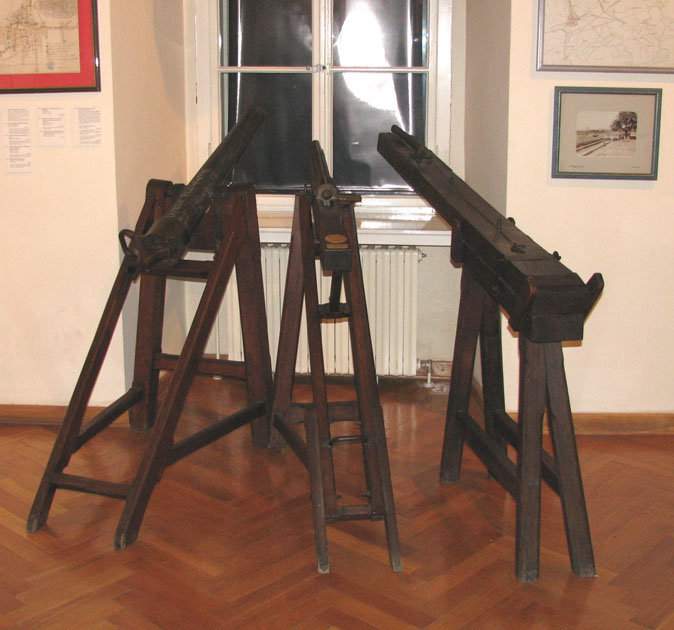
1er, 2e et 3e canons Grič  au musée de Zagreb.
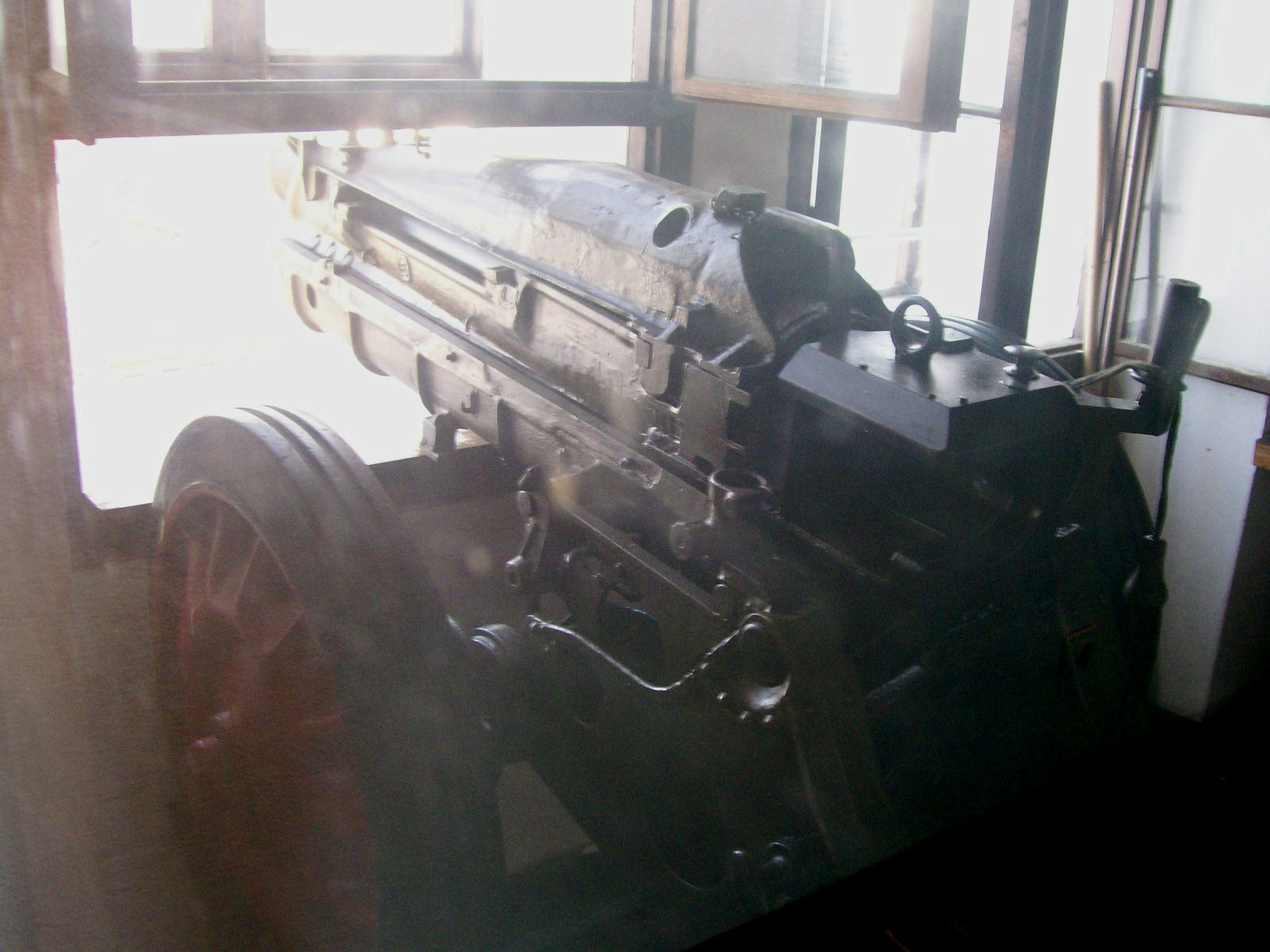
canon Grič